# Kasteel Wijenburg

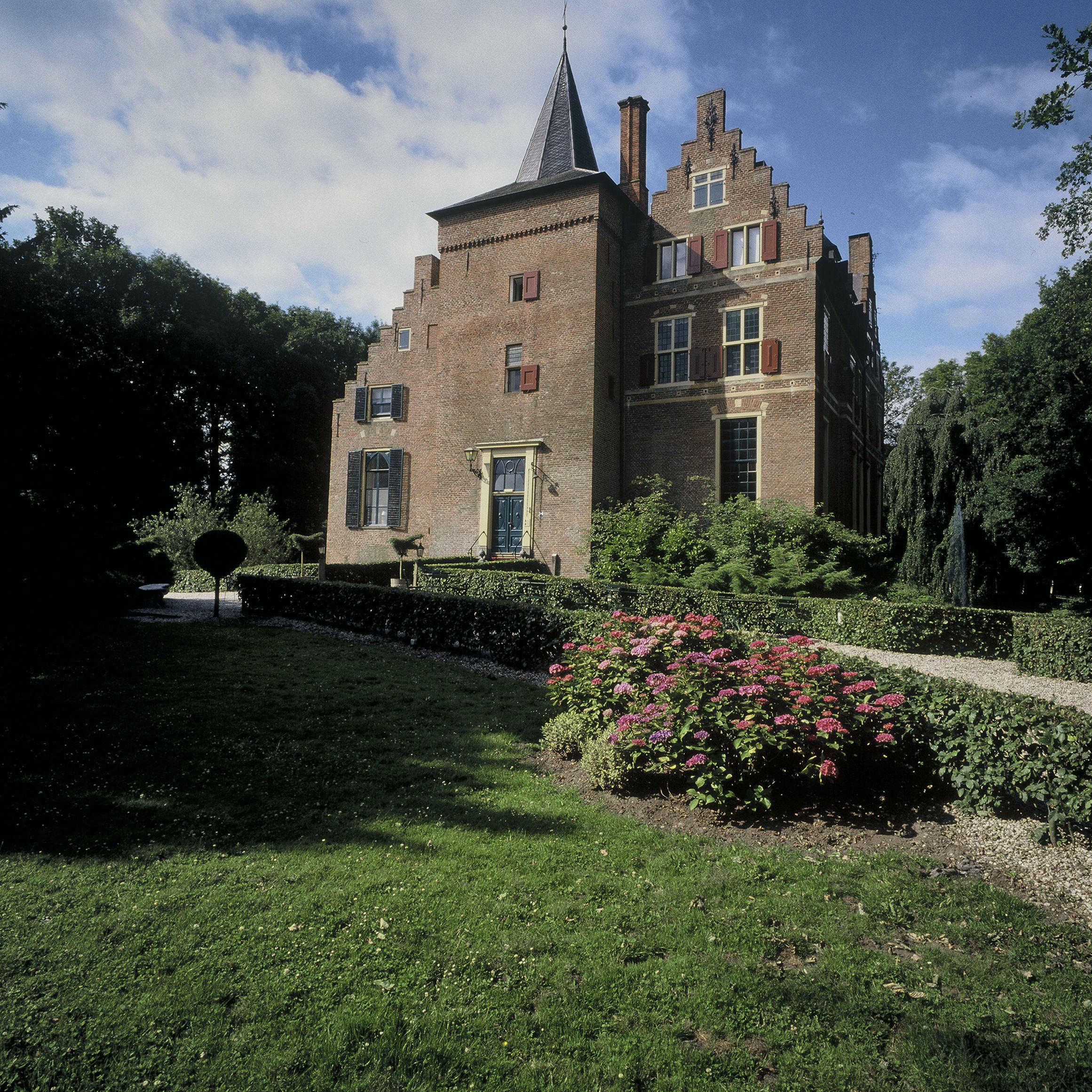
Kasteel Wijenburg

Kasteel Wijenburg of Huis te Echteld is een kasteel, van het type compact zaaltorenkasteel, in de gemeente Neder-Betuwe, gelegen aan de oostzijde van het dorp Echteld, in de Nederlandse provincie Gelderland.

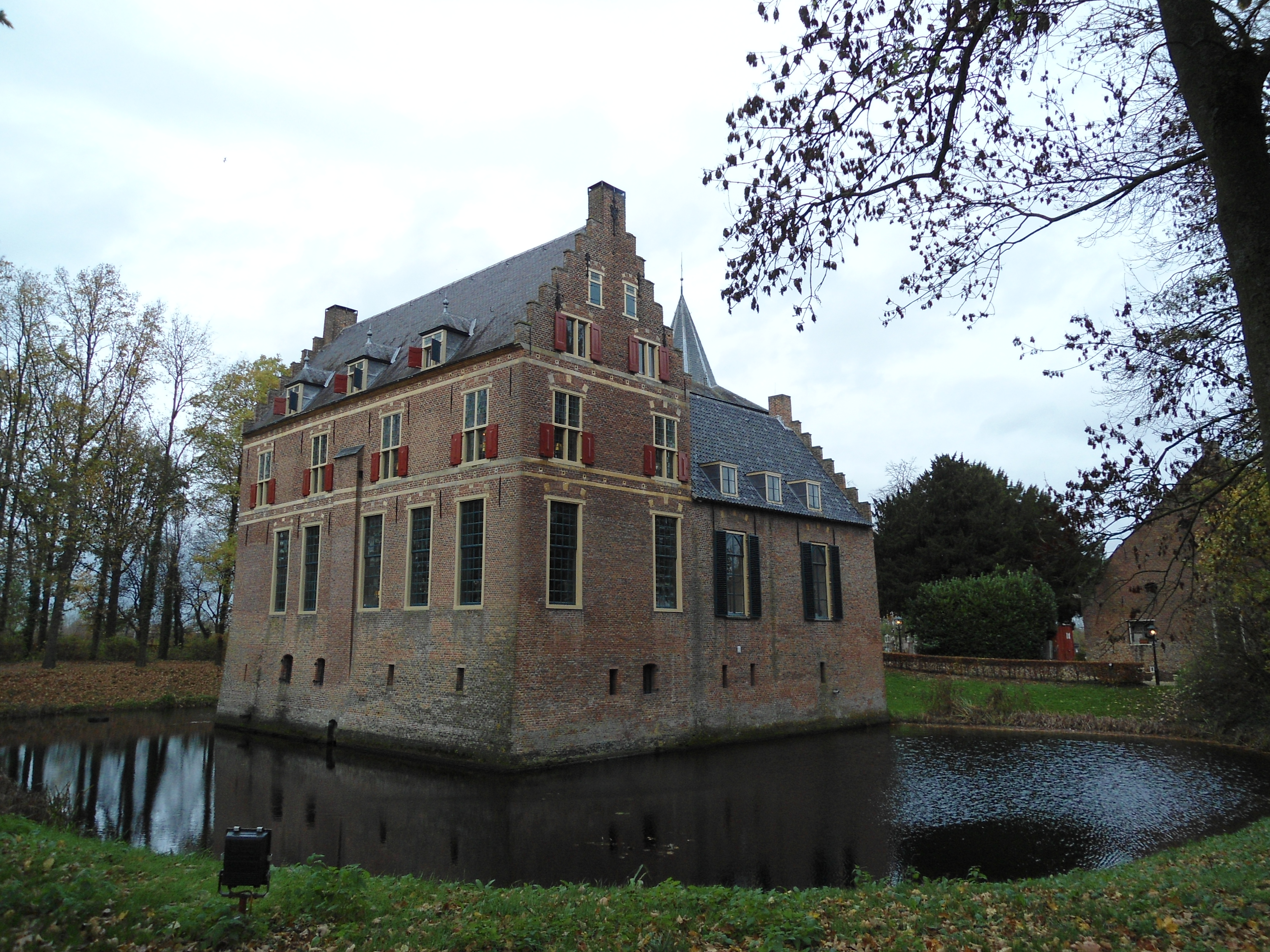
De achterkant van de Wijenburg

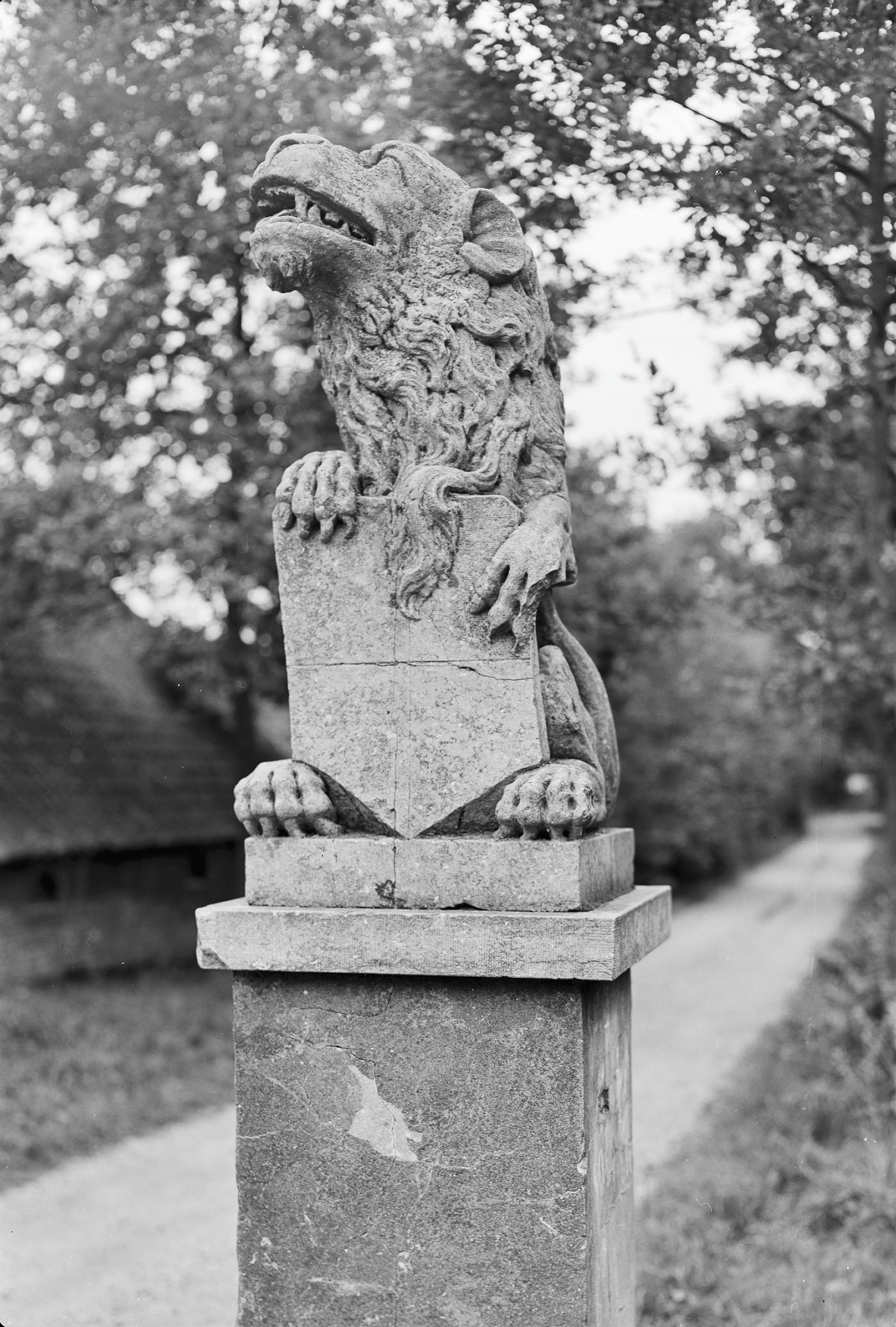
Inrijpaal met een van de stenen leeuwen die van origine bij Kasteel Wiel stonden. Aan deze leeuwen is een sage verbonden over de dolende ridder Adam van Delen

## Geschiedenis
De stichtingsdatum is niet bekend. De oudste vermeldingen van dit kasteel dateren uit 1178. Van 1272 is het goed in bezit geweest van het geslacht Van Wijhe. Toen die familie in 1751 in mannelijke lijn uitstierf, kwam het kasteel via een huwelijk in handen van de familie Van Wassenaer en in 1817, wederom door een huwelijk, van de familie Van Balveren. Toen deze familie in 1944 uitstierf werd het verworven door Bernard Frederik baron van Verschuer, wiens moeder een telg uit het geslacht Van Balveren was. Van Verschuer schonk het kasteel in 1956 aan de Stichting Vrienden der Geldersche Kasteelen.
Sinds 1965 valt Kasteel Wijenburg onder monumentenzorg. In 1957 volgde een restauratie die in 1977 werd voltooid. Tegenwoordig is het kasteel in gebruik als trouw- en feestlocatie.